# Promenade Marie-de-Roumanie
La promenade Marie de Roumanie est une voie publique du 7e arrondissement de Paris située sur les quais de la Seine.

## Situation et accès
Elle est située entre le port de Suffren (côté Seine) et le quai Jacques-Chirac (côté rue). Elle se prolonge, au sud, par la promenade d'Australie.
La promenade est accessible par la gare du Champ de Mars - Tour Eiffel.

## Origine du nom
Elle porte le nom la reine de Roumanie, Marie de Saxe-Cobourg-Gotha (1875-1938), dite Marie de Roumanie, femme d'une grande personnalité et de force de caractère, qui a réussi à s'imposer en tant que souveraine dans un monde masculin. 

## Historique
La promenade a été nommée en 2019 dans le cadre de la féminisation des noms de rues parisiennes. Loïe Fuller, amie de Marie de Roumanie, avait déjà eu une dénomination à Paris[Où ?] dans ce cadre.

## Bâtiments remarquables et lieux de mémoire

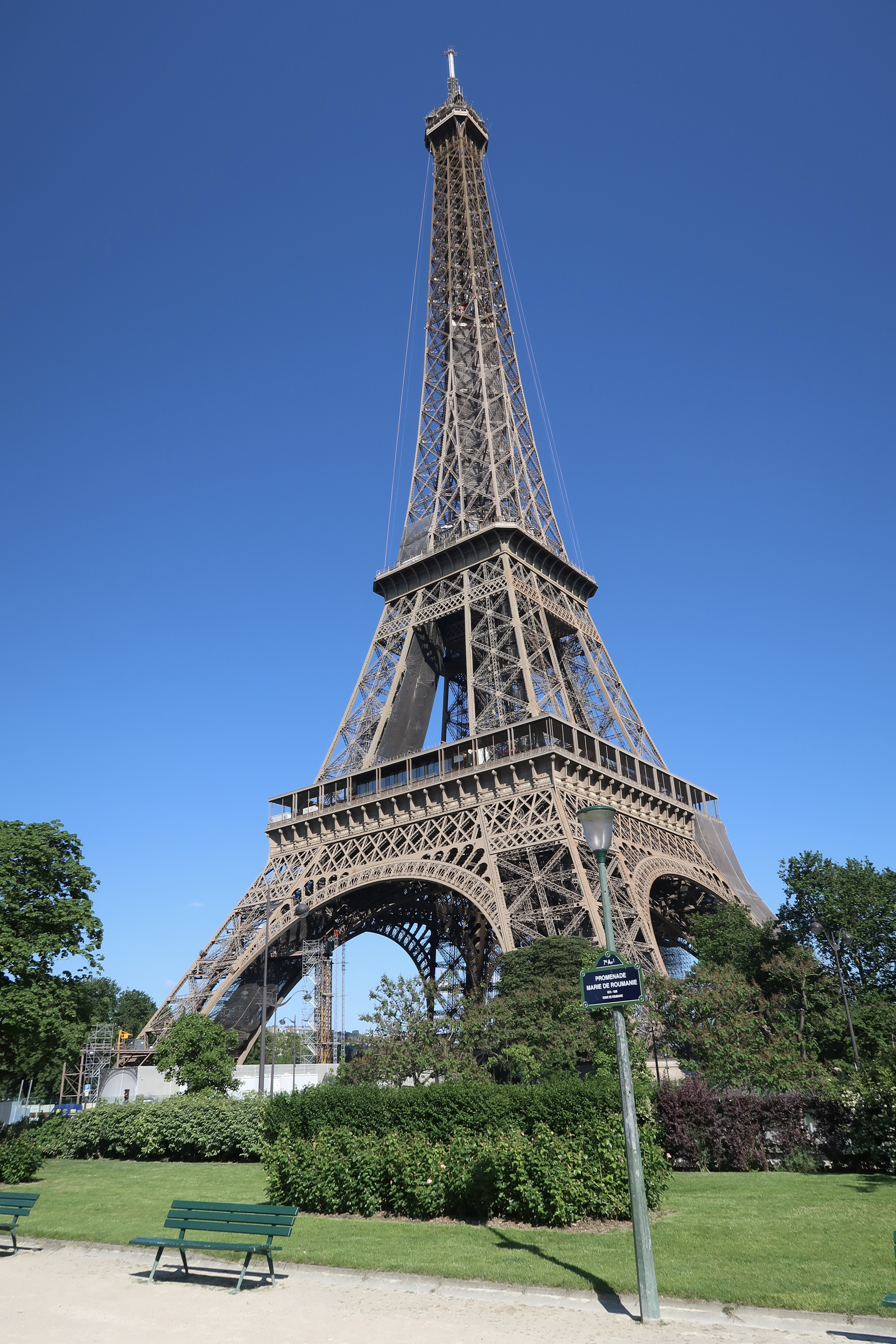
La tour Eiffel vue de la promenade.

- La tour Eiffel.